# Avan Jogia
Avan Tudor Jogia (Vancouver, 9 de febrero de 1992) es un actor y cantante canadiense. Primero recibió reconocimiento por interpretar a Danny Araujo en la película para televisión A Girl Like Me: The Gwen Araujo Story (2006). Después de mudarse a los Estados Unidos al final de su adolescencia, consiguió varios papeles televisivos en series como Caprica (2009-2010) y, reconocidamente,  Victorious (2010-2013).
Jogia saltó a la fama principal por sus papeles como Danny Desai en la serie dramática Twisted (2013-2014), Tutankamon en la miniserie Tut (2015), Roman Mercer en la serie de acción paranormal Ghost Wars (2017-2018) y Ulysses Zane en la serie de comedia Now Apocalypse (2019). Numerosos créditos en televisión y cine incluyen Spectacular! (2009), Finding Hope Now (2010), Rags (2012), Ten Thousand Saints (2015), I Am Michael (2015) y Zombieland: Double Tap (2019). Su debut como director se produjo en 2011 con el cortometraje Alex. Interpreta a Leon S. Kennedy en la película Resident Evil: Welcome to Raccoon City (2021).
En 2011 cofundó la organización en línea LGBT Straight But Not Narrow, que busca dar forma a los puntos de vista de adolescentes y adultos sobre asuntos relacionados con la comunidad LGBT. En 2019 publicó su primer libro, Sentimientos mixtos, una serie de cuentos y poemas sobre la identidad multirracial. Él y su hermano Ketan forman la banda Saint Ivory. Lanzaron un álbum para complementar el libro también titulado Mixed Feelings.

## Biografía y vida personal
Nació en Vancouver (Columbia Británica, Canadá) el 9 de febrero de 1992. De ascendencia indo-europea, pasó gran parte de su infancia entre Canadá, Alemania y el Reino Unido. Estuvo en diferentes escuelas, entre ellas la Killarney Secondary School y la King George Secondary School. En décimo grado, comenzó a estudiar en su casa para convertirse en actor.

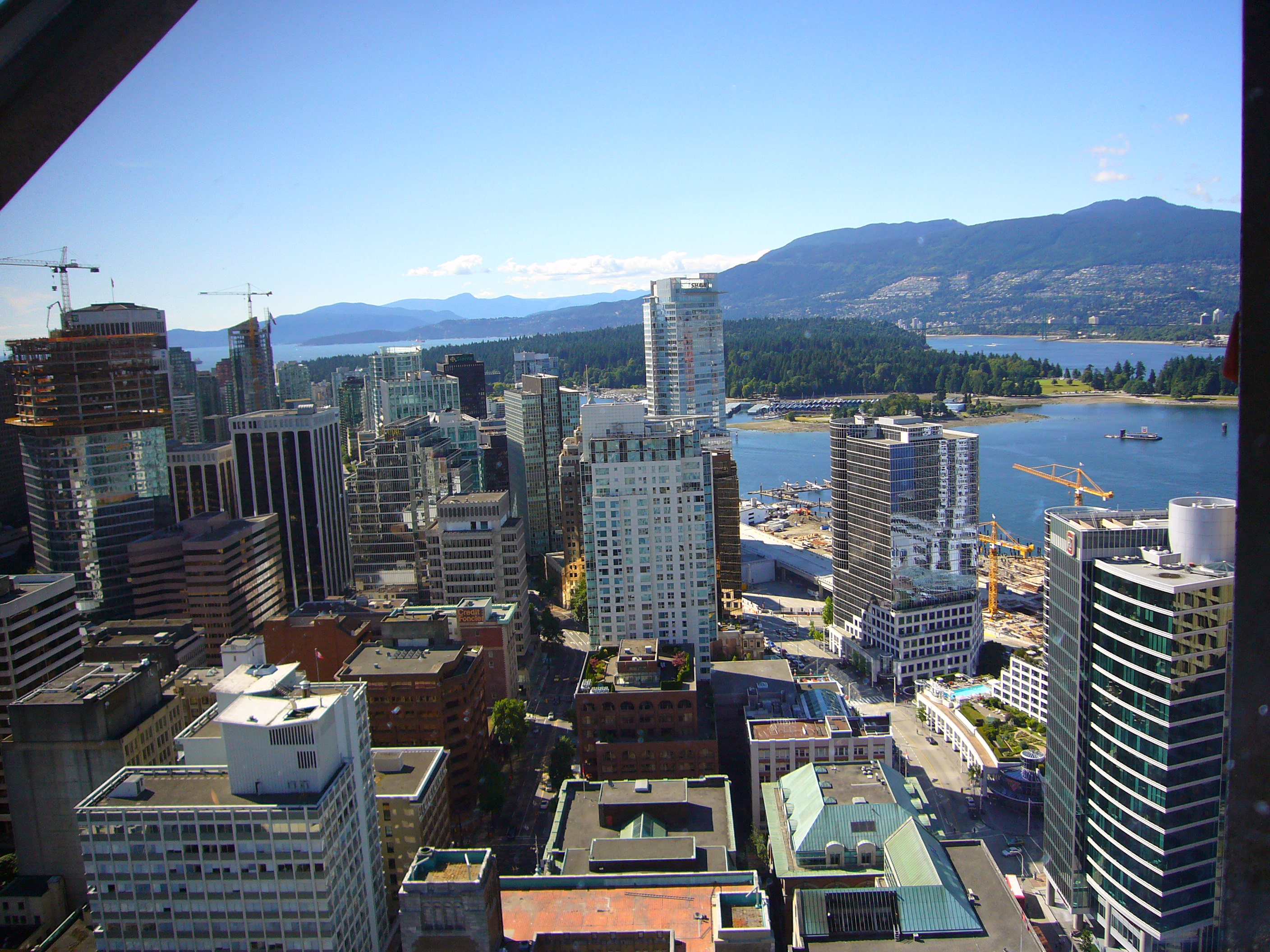
Vancouver, ciudad natal de Avan.

Su padre nació en Londres y es de ascendencia india. Su madre tiene raíces irlandesas, galesas y francesas.
En 2011 comenzó una relación con la actriz de Vampire Academy, Zoey Deutch, pero rompieron a finales del 2016. En 2023 comenzó una relación con la cantante Halsey y se comprometieron en septiembre de 2024.

## Carrera profesional

### 2002-2008: inicios artísticos y primeros papeles
Alrededor de 2002, Jogia protagonizó un comercial de cereales French Toast Crunch, donde él era el niño encantado por el cereal. Más tarde realizó su primer papel coprotagonista en la película LGBT A Girl Like Me: The Gwen Araujo Story como hermano del protagonista. Un año después hizo un cameo en la película Devil's Diary, donde interpretó al primer adolescente. Apareció en tres episodios de Aliens in America, con el papel de Sam. Finalmente, hizo el personaje de Champ Sinclair en la película de Nickelodeon, Gym Teacher: The Movie (2008).

### 2009-2012:Spectacular!,Victoriousy películas independientes

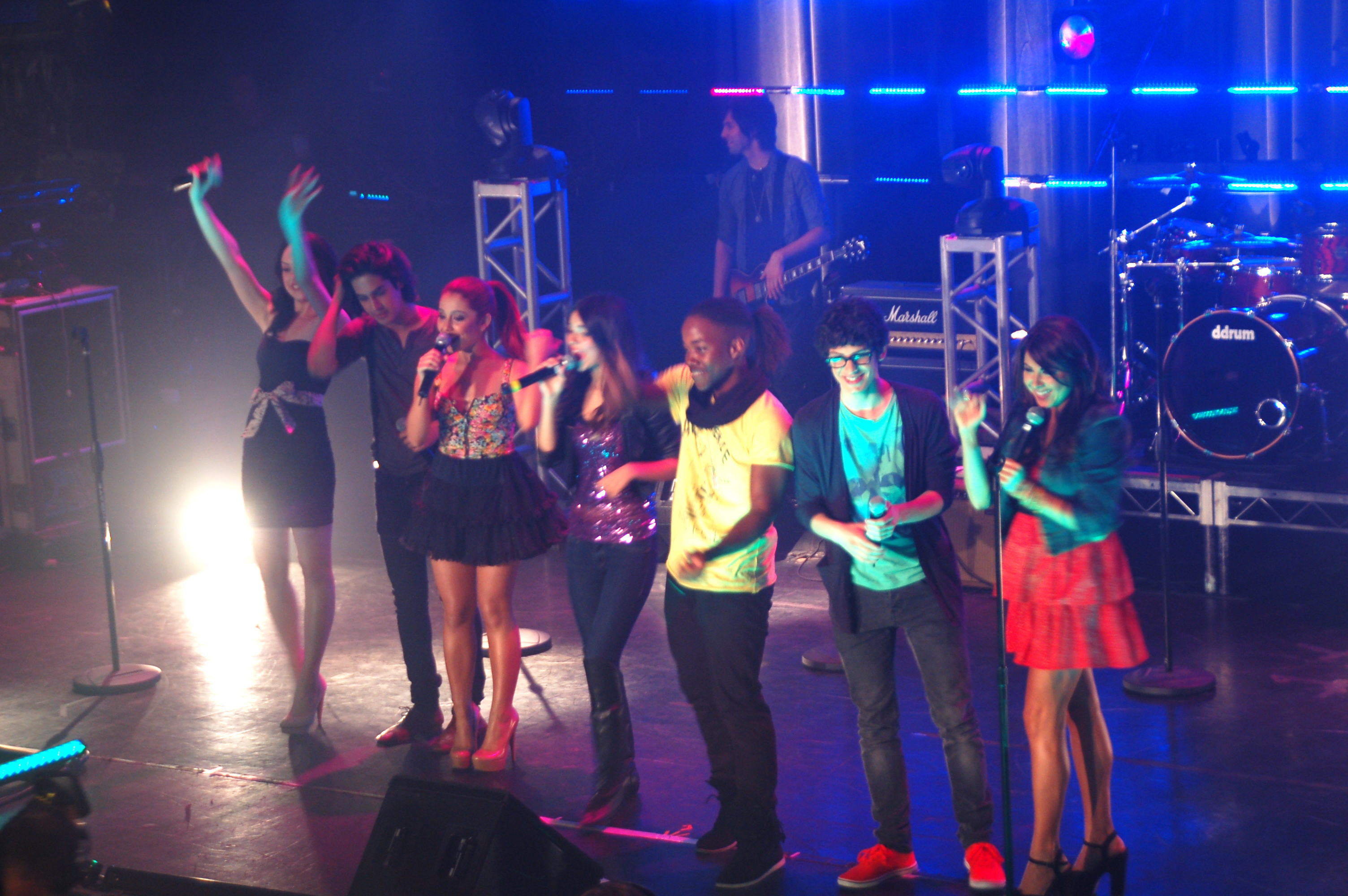
Elenco de Victorious en concierto de la serie en concierto.

El 31 de marzo de 2009, se estrenó Spectacular!, una película musical de Nickelodeon, basada en la franquicia de Disney Channel, High School Musical. En la película, Jogia hizo el papel de Tajid Kalyan. Ese mismo año apareció en la serie de televisión Caprica como Ben Stark.
En 2010, tuvo la oportunidad de actuar en una serie de Nickelodeon, Victorious, donde interpretó el papel de Beck Oliver, un actor de drama de la escuela Hollywood Arts en Los Ángeles. Durante su estadía en el programa hizo su debut como cantante interpretando versos de la canción «Finally Falling», en colaboración con Victoria Justice, en el sexto episodio de la primera temporada, «Tori, la zombi». Además la canción fue incluida en la primera banda sonora de la serie. También participó como Beck Oliver en el crossover entre Victorious y iCarly, titulado «iParty with Victorious», donde cantó junto con el elenco de ambas series un mash-up entre los temas de entrada de las dos, llamada «Leave It All to Shine» también incluida en el mismo álbum. Otra canción también parte del álbum en la que participó fue I Want You Back, cóver de The Jackson 5 interpretada en el séptimo episodio de la segunda temporada de Victorious. Jogia también participó en la segunda banda sonora de la serie en canciones como «Shut Up and Dance» y «5 Fingaz to the Face».
También hizo el papel de Lémur y Santos Delgado en las películas independientes Triple Dog (2010) y Finding Hope Now (2011), respectivamente. Finalmente durante mayo de 2012 hizo el papel secundario de Finn O'Dare, en la película Rags, el exnovio de Kadee Worth (Keke Palmer) quien anduvo con ella porque creyó que su padre que le ayudaría a vender álbumes.

### 2013-2014: final deVictoriousyTwisted
El 10 de agosto de 2012, Dan Schneider —creador y productor ejecutivo de Victorious— anunció que la serie contaría con nuevos episodios y que finalmente el 2 de febrero de 2013 llegaría a su fin. Ante la noticia, Avan dijo: «Victorious siempre tendrá un lugar especial en mi corazón». El 13 de agosto de 2014 ABC Family anunció la cancelación definitiva de Twisted mediante el portal web de TVLine.

## Filmografía
| Año  | Título                                    | Rol               | Notas                  |
| ---- | ----------------------------------------- | ----------------- | ---------------------- |
| 2010 | Triple Dog                                | Chico adolescente | Direct-to-video        |
| 2010 | Finding Hope Now                          | Santos Delgado    |                        |
| 2011 | Alex                                      | Alex              | Cortometraje; director |
| 2015 | Ten Thousand Saints                       | Teddy McNicholas  |                        |
| 2015 | I Am Michael                              | Nico Gladstone    |                        |
| 2015 | Here Now                                  | Dark              | Cortometraje           |
| 2016 | Shangri–La Suite                          | Teijo Littlefoot  |                        |
| 2016 | The Drowning                              | Danny Miller      |                        |
| 2017 | The Outcasts                              | Dave Quinn        |                        |
| 2017 | The Year Of Spectacular Men               | Sebastian         |                        |
| 2017 | A Midsummer Night's Dream                 | Puck              |                        |
| 2018 | Paper Year                                | Dan Nightingale   |                        |
| 2019 | Shaft                                     |                   | Filmando               |
| 2019 | Zombieland: Double Tap                    | Berkeley          |                        |
| 2021 | Resident Evil: Bienvenidos a Raccoon City | Leon S. Kennedy   | Protagonista           |
| 2021 | The Exchange                              | Stephane          | Protagonista           |
| 2022 | Door Mouse                                | Mooney            | Protagonista           |
| 2023 | Johnny & Clyde                            | Johnny            | Protagonista           |
| 2023 | Elijo «amor»                              | Rex Galier        | Protagonista           |

| Año       | Título                                | Rol            | Notas                                                  |
| --------- | ------------------------------------- | -------------- | ------------------------------------------------------ |
| 2006      | A Girl Like Me: The Gwen Araujo Story | Danny Araujo   | Película para televisión                               |
| 2007      | Devil's Diary                         | Adolescente #1 | Película para televisión                               |
| 2007      | Aliens in America                     | Sam            | Elenco recurrente; 3 episodios                         |
| 2008      | Gym Teacher: The Movie                | Champ Townsend | Película de TV Nickelodeon                             |
| 2009      | Spectacular!                          | Tajid Kalyan   | Película de TV Nickelodeon                             |
| 2009–2010 | Caprica                               | Ben Stark      | Elenco recurrente; 3 episodios                         |
| 2010–2013 | Victorious                            | Beck Oliver    | Elenco principal; 53 episodios serie de TV Nickelodeon |
| 2011      | iCarly                                | Beck Oliver    | Episodio: iParty with Victorious                       |
| 2012      | Rags                                  | Finn Covington | Personaje principal, película de TV Nickelodeon        |
| 2013–2014 | Twisted                               | Danny Desai    | Elenco principal; serie de TV Freeform (19 episodios)  |
| 2015      | Tut                                   | Tutankamon     | Protagonista, miniserie de TV                          |
| 2017      | Ghost Wars                            | Roman Mercer   | Elenco principal                                       |
| 2019      | Now Apocalypse                        | Ulysses Zane   | Elenco principal                                       |
| 2020      | The Stranger                          | JJ             | Elenco principal                                       |
| 2023      | Orphan Black: Echoes                  | Jack           | Elenco principal, serie de TV (10 episodios)           |

| Año  | Título                           | Rol   | Notas                 |
| ---- | -------------------------------- | ----- | --------------------- |
| 2016 | Last Teenagers of the Apocalypse | Bones | 4 episodios; director |

| Año  | Título          | Notas        |
| ---- | --------------- | ------------ |
| 2016 | Of Dogs and Men | Cortometraje |

## Discografía

### Apariciones
Estas son las apariciones de Avan Jogia en otros álbumes.
| Título                  | Año  | Otro(s) artista(s)                                            | Álbum          |
| ----------------------- | ---- | ------------------------------------------------------------- | -------------- |
| "Finally Falling"       | 2010 | Victoria Justice                                              | Victorious     |
| "Favorite Food"         | 2010 | Victoria Justice & Victorious cast                            | Victorious     |
| "Leave It All to Shine" | 2011 | Miranda Cosgrove, Victoria Justice, iCarly & Victorious casts | Victorious     |
| "I Want You Back"       | 2011 | Victoria Justice & Victorious cast                            | Victorious     |
| "Shut Up and Dance"     | 2012 | Victoria Justice & Victorious cast                            | —              |
| "5 Fingaz to the Face"  | 2012 | Victoria Justice & Victorious cast                            | Victorious 2.0 |
| "Sleigh Ride"           | 2012 | Nickelodeon Cast                                              | Merry Nickmas  |

## Tours
Promocionales
- Victorious: In Concert (2011)

Acto de apertura
- Miranda Cosgrove - Miranda Cosgrove Summer Tour (2012)